# Felice Paradiso
Felice Paradiso (Acireale, 1896 – Aci Trezza, 1973) è stato un pediatra italiano.

## Biografia
Nacque ad Acireale da Francesco Paradiso, direttore didattico e Concetta Todaro. Laureatosi in Medicina e Chirurgia presso l'Università di Catania nel 1919 svolse un biennio di assistentato a Roma presso l'Ospedale Bambin Gesù. 
Vincitore del concorso di Aiuto della Clinica Pediatrica dell'Università di Catania nel 1925, libero docente di Clinica Pediatrica nel 1934, incaricato dell'insegnamento ufficiale di Puericultura dal 1938-1939, superò i concorsi per la cattedra di Clinica Pediatrica di Sassari (1940) e di Siena (1942). Il 4 gennaio 1944 fu nominato temporaneamente dal Governo Militare professore straordinario di Clinica Pediatrica di Catania e risultò vincitore del concorso espletatosi nel 1949. 
A partire dal 1940, a seguito dell'aggravarsi delle condizioni di salute del suo maestro il Prof. Antonino Longo, assunse la direzione della Clinica pediatrica dell'Università di Catania assicurandone il funzionamento anche nel periodo dei pesanti bombardamenti che interessarono ripetutamente nel 1943 l'edificio. Si adoperò per custodirne il patrimonio e sottrarlo alla distruzione e ai saccheggi. Nel primo dopoguerra fu principale artefice della rinascita della Clinica Pediatrica del suo ampliamento e ristrutturazione presso i locali siti nell'attuale Ospedale Vittorio Emanuele. 
La sua produzione scientifica fu ampia e di incentrò soprattutto sulle malattie infettive e le emopatie con particolare riferimento alla leishmaniosi viscerale infantile. 
Anche nel campo degli studi ematologici fu molto attivo con particolare riferimento alle anemie talassemiche: descrisse tra i primi in Europa alcune casi della malattia identificata poco prima da Cooley negli Stati Uniti e nella letteratura pediatrica sono sue le prime segnalazioni originali del coinvolgimento cardiaco in questa malattia.
Fondò la Rivista pediatrica siciliana e dopo aver lasciato l'insegnamento, per limiti di età, si dedicò allo studio e alla scrittura.
Lasciò per testamento la sua vasta collezione di libri all'Accademia degli Zelanti della sua città natale.

## Opere
- Medicina e medici nello Studio catanese
- Maestri e idee nello Studio catanese dopo l'Unità